# 벨로체
벨로체는 2013년 싱글 앨범 [돌고 돌아]로 데뷔한 대한민국의 음악 그룹이다.

## 음반
- 돌고 돌아 (2013)
- 쉬운여자 (2013)
- Color Of Voice (2014)
- 웃픈이야기 (2014)
- 미녀의 탄생 OST Part 7 (2015)
- 미녀의 탄생 OST (2015)